# Grewia gracillima
Grewia gracillima är en malvaväxtart som beskrevs av Hiram Wild. Grewia gracillima ingår i släktet Grewia och familjen malvaväxter. Inga underarter finns listade i Catalogue of Life.